# Landistil
Der Landistil ist ein für die Schweiz typischer Architektur- und Design-Stil, der durch Gebäude und Exponate an der Schweizerischen Landesausstellung 1939 («Landi») in der breiten Öffentlichkeit bekannt und in den 1940er und 1950er Jahren gepflegt wurde.

## Charakterisierung
Der Landistil zeichnet sich durch die funktionale, sachliche, leichte und reduzierte Gestaltung der Neuen Sachlichkeit aus. Er ist einerseits als Abkehr von der traditionellen oder historisierenden Bauweise zu sehen, steht aber andererseits auch im klaren Gegensatz zur monumentalen Bauweise des Faschismus, insbesondere zur Architektur im Nationalsozialismus. Die Kunstgeschichte sieht im Landistil teilweise auch eine Ausprägung des Heimatschutzstils.

## Beispiele
Folgende Bauwerke und Objekte sind Beispiele für den Landistil:
- Kongresshaus, Zürich (Max Ernst Haefeli, Werner Max Moser, Rudolf Steiger)
- Hallenbad City, Zürich (Hermann Herter)
- Max-Frisch-Bad, Zürich (Max Frisch, Gustav Ammann)
- Freibad Allenmoos, Zürich (Max Ernst Haefeli, Werner Max Moser, Gustav Ammann)
- Städtische Wohnsiedlung Rautistrasse, Zürich (Max Aeschlimann, Armin Baumgartner)
- Geschäftshaus Limmatquai 68 (Modissa), Zürich (Karl Egender, Wilhelm Müller)
- Landi-Stuhl (Hans Coray)
- Schulhaus Brunnenmoos, Kilchberg (Alfred Binggeli)
- Villa Nager, Küsnacht – als seltenes Beispiel wohlhabenden Wohnungsbaus im Landistil (Architekten Gebrüder Pfister)
- Volkshaus, Winterthur (2004 abgebrochen, Hans Hofmann)